# Dub u hráze
Dub u hráze je památný strom solitérní dub letní (Quercus robur), který roste v Kynšperku nad Ohří v okrese Sokolov v Karlovarském kraji v ulice Na hrázi, u křižovatky s ulicí F. Palackého. Strom má měřený obvod 334 cm, výšku 23 m (měření 2010). Za památný byl vyhlášen v roce 2010 jako esteticky zajímavý strom a významný krajinný prvek.

## Stromy v okolí
- Šenbauerův dub
- Bambasův dub
- Lípa v Arnoltově
- Alej Mostov